# Karen Sillas
Karen Sillas (Brooklyn, 5 giugno 1963) è un'attrice statunitense.

## Biografia
Dedita soprattutto al cinema indipendente americano, ha partecipato come "guest" negli ultimi anni a diverse serie TV come CSI Miami, Law & Order, I Soprano e Wanted.
Tra le sue interpretazioni al cinema ricordiamo quella in What Happened Was... (1994), per il quale vinse il Grand Jury Prize al Sundance Film Festival e quella spigliata e naturale in Uomini semplici (1992). Per entrambi i film guadagnò due candidature all'Independent Spirit Awards, una come attrice non protagonista nel 1993 (Uomini semplici) e l'altra come protagonista nel 1995 (What Happened Was...).

## Filmografia parziale

### Cinema
- Uomini semplici (Simple Men), regia di Hal Hartley (1992)
- Perversioni femminili (Female Perversions), regia di Susan Streitfeld (1996)

### Televisione
- Sotto inchiesta (Under Suspicion) – serie TV (1994-1995)
- I Soprano (The Sopranos) – serie TV, episodio 1x11 (1999)
- On the Edge, regia di Anne Heche, Mary Stuart Masterson, Helen Mirren e Jana Sue Memel – film TV (2001)

## Doppiatrici italiane
Nelle versioni in italiano delle opere in cui ha recitato, Karen Sillas è stata doppiata da:
- Roberta Greganti in Perversioni femminili
- Alessandra Cassioli in CSI: Miami
- Stefania Patruno in Law & Order: Criminal Intent